# МГТУ (волейбольный клуб)
МГТУ — советский и российский мужской волейбольный клуб. Является правопреемником московских команд МАИ и «Буревестник», ранее носил названия МВТУ (1972—1989), МГТУ-«Лужники» (1999—2003), «Динамо»-МГТУ (2003—2004). Чемпион России сезона-2000/01. 

## История

### Команда-новатор МАИ
Волейбольный клуб МГТУ является правопреемником созданной в 1954 году команды Московского авиационного института. В 1950—1960-е годы этот коллектив, представлявший спортивное общество «Буревестник», был весьма заметным явлением в советском волейболе. Уже в дебютном сезоне «студенты» выиграли серебряные медали чемпионата СССР, а в период с 1960 по 1962 год три раза подряд становились бронзовыми призёрами.
Выдающийся тренер Вячеслав Платонов отмечал, что ещё в середине 1950-х годов маёвские волейболисты играли в скоростной, комбинационный волейбол — тот, что почти двумя десятилетиями позже был продемонстрирован сборной Японии и позволил ей стать первой на Олимпиаде в Мюнхене. Историки волейбола также называют команду МАИ командой-новатором: в 1960-е годы подопечные Михаила Ильича Крылова первыми продемонстрировали тактические комбинации «эшелон» и «крест», впоследствии вошедшие в арсенал многих советских клубов.
Ряд игроков команды добились выдающихся успехов на международных турнирах в составе сборной СССР. Среди них чемпион мира 1962 года и Олимпиады в Токио-1964 Дмитрий Воскобойников, чемпионы мира Евгений Кошелев и Анатолий Цирков, чемпион Европы Вадим Пентешкин.

### Под флагом МВТУ
В 1972 году по инициативе заведующего кафедрой физвоспитания Московского высшего технического училища имени Н. Э. Баумана (МВТУ) олимпийского чемпиона 1964 года по боксу Валерия Владимировича Попенченко команда была переведена из МАИ в МВТУ и соответственно сменила своё название. Безусловно, свои волейбольные традиции были в Бауманке и до этого — волейбол традиционно являлся одним из самых популярных видов спорта в студенческой среде. Команда МВТУ успешно выступала на чемпионатах и Кубках Москвы, а в 1963 году под руководством Гайказа Акоповича Хачатурова, считающегося основоположником волейбола в Училище, бауманцы выиграли чемпионат Москвы среди вузов.
В первом сезоне под новым названием команда, руководимая Нилом Фасаховым, стала обладателем Кубка СССР. В её составе выступали будущий олимпийский чемпион Владимир Чернышёв и такие известные игроки как Вадим Пентешкин и Владимир Уланов.
В 1970-е годы команду МВТУ тренировал Важа Качарава, а в 1980—1982 годах — Вадим Пентешкин. Высшим достижением в чемпионатах СССР стало 3-е место в 1977 году, а в 1981-м «студенты» вновь завоевали Кубок страны. Непосредственное отношение к этим победам имеет мастер спорта международного класса Юрий Васильевич Нечушкин. После завершения в 1982 году игровой карьеры он перешёл на работу тренера команды.

### Трудные 90-е
В 1989 году вместе с вузом команда МВТУ была переименована в МГТУ — Московский государственный технический университет имени Н. Э. Баумана. В 1990 году бауманцы вернулись в высшую лигу чемпионата СССР, в которой отсутствовали на протяжении предыдущих шести сезонов.
В 1992 году столичный клуб стал бронзовым призёром Открытого чемпионата СНГ и серебряным призёром первого чемпионата России. Но удержать позиции не удалось — лидеры коллектива (в частности Игорь Гордеев и Александр Ярёменко) уезжали за рубеж, финансовое положение клуба было неустойчивым. По итогам чемпионата России-1994/95 МГТУ покинул высшую лигу.
В 1990-е годы Юрий Нечушкин продолжал работать с молодёжью. В 1996 году его воспитанники стали бронзовыми призёрами чемпионата Европы, а в 1997-м — бронзовыми призёрами Всемирной Универсиады. Постепенно создавалась база для будущего восхождения клуба.

### Первые чемпионы XXI века
В 1999 году команда МГТУ выиграла турнир в высшей лиге и благодаря расширению Суперлиги до 12 команд вернулась в дивизион сильнейших. Спонсорскую поддержку клубу стало оказывать ОАО «Олимпийский комплекс „Лужники“», и вследствие этого он был переименован в МГТУ-«Лужники». Основную силу коллектива составляли воспитанники московских спортшкол, среди которых выделялись победители молодёжного чемпионата мира 1999 года Максим Терёшин и Роман Архипов и победитель юниорского чемпионата мира того же года Тарас Хтей. По итогам чемпионата России-1999/2000 москвичи смогли не только сохранить прописку в Суперлиге, но и заняли довольно высокое 7-е место, а со старта следующего сезона эта молодая команда, единственным новичком которой стал приглашённый из ЦСКА нападающий Вячеслав Рудь, начала демонстрировать готовность сражаться за самые высокие места.
На протяжении всего чемпионата 2000/01 годов «студенты» вели увлекательную очную и заочную борьбу за лидерство с УЭМ-«Изумрудом» из Екатеринбурга. До финала команды сыграли друг против друга 6 раз и одержали по 3 победы, и, более того — к финишу основного этапа москвичи и уральцы пришли с одинаковым количеством набранных очков. Лишь благодаря лучшему соотношению партий волейболисты МГТУ стали первыми и получили в суперфинале преимущество своей площадки. 22 апреля 2001 года, выиграв в Лужниках пятый, решающий, матч финальной серии, Роман Архипов, Алексей Ежов, Вячеслав Рудь, Алексей Рыжов, Максим Терёшин, Тарас Хтей — традиционная стартовая шестёрка МГТУ — и 27-летний либеро Юрий Лёвкин (самый возрастной игрок команды) стали первыми в XXI веке чемпионами России. В мае 2001 года связующий Роман Архипов и диагональный Максим Терёшин дебютировали в сборной России.
В сезоне-2001/02 москвичам предстояло отстаивать свой титул и дебютировать в Лиге чемпионов. Борьба на два фронта оказалась подопечным Юрия Нечушкина не по силам — даже при том, что в команде дебютировал прославленный Руслан Олихвер и вернулся выступавший за неё в начале 1990-х Александр Ярёменко, равноценной замены лидерам не было. В начале сезона «студенты» уверенно выступали в национальном чемпионате, в первом же своём матче в Лиге чемпионов произвели фурор, обыграв в гостях грозный итальянский «Сислей», но в четвертьфинале Лиги уступили греческому «Олимпиакосу», а в финальной серии чемпионата России не смогли оказать сопротивления «Локомотиву-Белогорью». В сборную России был вызван доигровщик столичной команды Тарас Хтей.

### Падение
В 2002 году капитан МГТУ-«Лужников» Максим Терёшин подписал контракт с московским «Динамо», также ушли Вячеслав Рудь, Роман Архипов и Руслан Олихвер. Несмотря на потерю лидеров, «студенты» вновь неплохо сыграли в Лиге чемпионов, практически повторив прошлогодний сценарий со стартовой победой над итальянским грандом (на сей раз «Кунео») и поражением в четвертьфинале — от «Локомотива-Белогорья», будущего обладателя трофея. В основном составе команды выступали Денис Калинин, Андрей Ащев, Павел Зайцев — молодые игроки, впоследствии получившие известность по играм за другие клубы.
В 2003 году ОАО «Лужники» перестало спонсировать клуб, но возник новый альянс — со столичным «Динамо», просуществовавший только один сезон. За это время команда вернулась из УСЗ «Дружба» в маленький зал своего университета, многие игроки не только основной, но и второй команды МГТУ стали динамовцами, и дело неминуемо шло к полному развалу клуба. В итоге бауманцам всё-таки удалось отстоять свою независимость, но в 2005 году они выбыли из Суперлиги.

### Во втором эшелоне
Выступая в высшей лиге «А», команда МГТУ продолжала представлять студенческий волейбол, а её основу как и прежде составляли выпускники московских спортшкол. Двое игроков команды в этот период приглашались в молодёжную сборную и добились в её составе высоких результатов: либеро Вадим Путинцев в 2005 году стал победителем чемпионата мира, а доигровщик Макар Сапаров (Бестужев) — победителем чемпионата Европы-2006. Цвета национальной сборной России в 2012—2015 годах защищал воспитанник клуба диагональный Павел Мороз.
В сезоне-2020/21 команда МГТУ стала победителем первенства высшей лиги «А». Примечательно, что в финальной серии матчей подопечные Юрия Нечушкина, как и ровно 20 лет назад в финале Суперлиги, оказались сильнее «Изумруда» Валерия Алфёрова.   

### Суперлига
Спустя три года (в 2024 году) москвичи вновь выиграли соревнования в высшей лиге «А» и на сей раз воспользовались правом вернуться в Суперлигу. В сезоне-2024/25 команда заняла последнее 15-е место в турнирной таблице, проиграв 25 из 28 матчей, но сохранила место в Суперлиге — серия переходных матчей с серебряным призёром высшей лиги А – «Тюменью» – не состоялась, поскольку тюменский клуб не намеревался выступать в Суперлиге в случае победы.

## Результаты выступлений

### Чемпионат СССР
- 1954 —  2-е место
- 1955 — 8-е место
- 1957 — класс «А», 4-е место
- 1958 — класс «А», 6-е место
- 1960 — класс «А»,  3-е место
- 1961 — класс «А»,  3-е место
- 1961/62 — класс «А»,  3-е место
- 1965 — класс «А», 6-е место
- 1966 — класс «А», I группа, 8-е место
- 1968 — класс «А», I группа, 10-е место
- 1968/69 — класс «А», I группа,  11-е место
- 1969/70 — класс «А», II группа,  1-е место
- 1971 — класс «А», I группа, 8-е место
- 1972 — высшая лига, 8-е место
- 1973 — высшая лига, 5-е место
- 1974 — высшая лига, 4-е место
- 1975 — высшая лига, 4-е место
- 1976 — высшая лига, 5-е место
- 1977 — высшая лига,  3-е место
- 1978 — высшая лига, 11-е место
- 1978/79 — высшая лига, 9-е место
- 1979/80 — высшая лига, 10-е место
- 1980/81 — высшая лига, 10-е место
- 1982 — высшая лига, 7-е место
- 1982/83 — высшая лига, 7-е место
- 1983/84 — высшая лига,  12-е место
- 1984/85 — первая лига, 6-е место
- 1985/86 — первая лига, 4-е место
- 1986/87 — первая лига, 7-е место
- 1987/88 — первая лига, 2-е место
- 1988/89 — первая лига, 6-е место
- 1989/90 — первая лига,  2-е место
- 1990/91 — высшая лига, 9-е место

Открытый чемпионат СНГ
- 1991/92 — высшая лига,  3-е место

### Чемпионат России
| Сезон   | Лига                 | Место | И  | В  | П  | С/П    |
| ------- | -------------------- | ----- | -- | -- | -- | ------ |
| 1992    |                      | 2-е   | 6  | 4  | 2  | 15:11  |
| 1992/93 | Высшая лига (I)      | 7-е   | 26 | 15 | 11 | 55:50  |
| 1993/94 | Высшая лига (I)      | 9-е   | 26 | 11 | 15 | 44:52  |
| 1994/95 | Высшая лига (I)      | 11-е  | 26 | 4  | 22 | 20:69  |
| 1995/96 | Высшая лига (II)     | 9-е   | 40 | 18 | 22 | 68:77  |
| 1996/97 | Высшая лига (II)     | 4-е   | 32 | 20 | 12 |        |
| 1997/98 | Суперлига «Б» (II)   | 5-е   | 35 | 14 | 21 | 54:69  |
| 1998/99 | Высшая лига (III)    | 1-е   | 42 |    |    |        |
| 1999/00 | Суперлига (I)        | 7-е   | 31 | 21 | 10 | 71:44  |
| 2000/01 | Суперлига (I)        | 1-е   | 47 | 35 | 12 | 116:57 |
| 2001/02 | Суперлига (I)        | 2-е   | 47 | 36 | 11 | 121:57 |
| 2002/03 | Суперлига (I)        | 7-е   | 44 | 16 | 28 | 70:97  |
| 2003/04 | Суперлига (I)        | 10-е  | 34 | 11 | 23 | 54:78  |
| 2004/05 | Суперлига (I)        | 13-е  | 36 | 10 | 26 | 43:93  |
| 2005/06 | Высшая лига «А» (II) | 7-е   | 44 | 20 | 24 | 80:85  |
| 2006/07 | Высшая лига «А» (II) | 3-е   | 44 | 29 | 15 | 103:66 |
| 2007/08 | Высшая лига «А» (II) | 7-е   | 44 | 21 | 23 | 79:90  |
| 2008/09 | Высшая лига «А» (II) | 6-е   | 48 | 22 | 26 | 94:102 |
| 2009/10 | Высшая лига «А» (II) | 5-е   | 44 | 25 | 19 | 94:74  |
| 2010/11 | Высшая лига «А» (II) | 7-е   | 44 | 19 | 25 | 77:86  |
| 2011/12 | Высшая лига «А» (II) | 7-е   | 44 | 19 | 25 | 76:89  |
| 2012/13 | Высшая лига «А» (II) | 10-е  | 44 | 13 | 31 | 64:105 |
| 2013/14 | Высшая лига «А» (II) | 9-е   | 44 | 16 | 28 | 69:102 |
| 2014/15 | Высшая лига «А» (II) | 7-е   | 44 | 20 | 24 | 80:91  |
| 2015/16 | Высшая лига «А» (II) | 6-е   | 44 | 23 | 21 | 88:84  |
| 2016/17 | Высшая лига «А» (II) | 4-е   | 44 | 27 | 17 | 93:73  |
| 2017/18 | Высшая лига «А» (II) | 3-е   | 40 | 27 | 13 | 96:57  |
| 2018/19 | Высшая лига «А» (II) | 6-е   | 48 | 23 | 25 | 89:98  |
| 2019/20 | Высшая лига «А» (II) | 6-е   | 26 | 17 | 9  | 63:46  |
| 2020/21 | Высшая лига «А» (II) | 1-е   | 30 | 20 | 10 | 71:46  |
| 2021/22 | Высшая лига «А» (II) | 4-е   | 48 | 36 | 12 | 124:65 |
| 2022/23 | Высшая лига «А» (II) | 9-е   | 44 | 27 | 17 | 99:76  |
| 2023/24 | Высшая лига «А» (II) | 1-е   | 43 | 35 | 8  | 111:47 |
| 2024/25 | Суперлига (I)        | 15-е  | 28 | 3  | 25 | 22:79  |

## Достижения
- Серебряный призёр чемпионата СССР (1954).
- Бронзовый призёр чемпионатов СССР (1960, 1961, 1961/62, 1977).
- Бронзовый призёр Открытого чемпионата СНГ (1991/92).
- Обладатель Кубка СССР (1972, 1981).
- Чемпион России (2000/01).

Состав: Роман Архипов, Алексей Ежов, Павел Зайцев, Юрий Лёвкин, Пётр Максимов, Михаил Николаев, Александр Пчелинцев, Вячеслав Рудь, Алексей Рыжов, Виталий Рыжов, Евгений Сенаторов, Максим Терёшин, Виктор Хохлов, Тарас Хтей.
- Серебряный призёр чемпионатов России (1992, 2001/02).
- Четвертьфиналист Лиги чемпионов (2001/02, 2002/03).

## Тренеры команды
- 1954—1957 — Михаил Крылов
- 1958—1959 — Анатолий Чинилин
- 1960—1964 — Михаил Крылов
- 1964—1966 — Михаил Сунгуров
- 1966—1969 — Борис Елисеев
- 1969—1974 — Нил Фасахов
- 1974—1980 — Важа Качарава
- 1980—1982 — Вадим Пентешкин
- 1983—2008 — Юрий Нечушкин
- 2008—2009 — Валентин Ермоленко
- 2009 — н. в. — Юрий Нечушкин

## Сезон-2024/25

### Переходы
- Пришли: связующий Александр Хайбулов (АСК), диагональные Николай Зубов («Динамо»-2) и Сергей Пирайнен («Динамо-ЛО»), доигровщики Савелий Поздняков и Максим Пурин (оба — «Нова»), центральный блокирующий Денис Гетман («Автомобилист»), либеро Григорий Драгунов («Нова»).
- Ушли: связующий Марат Гафаров, диагональные Кирилл Никифоров (оба — «Тюмень») и Кирилл Супрунов («Кузбасс»), доигровщик Михаил Данилов («Нова»), центральные блокирующие Иван Худяков («Ярославич») и Герман Снегирёв, либеро Егор Касаткин («Строитель»).
- Дозаявлены: центральный блокирующий Сергей Рохин («Югра-Самотлор»), доигровщик Леонид Щадилов («Аль-Иттихад», Саудовская Аравия), связующие Антон Аношко («Динамо-Урал») и Михаил Вышников («Факел-Ямал», аренда).
- Отзаявлены: центральный блокирующий Николай Троян («Университет»), связующий Александр Хайбулов (АСК), доигровщики Макар Бестужев («Оренбуржье»), Савелий Поздняков («Аль-Ахли», Катар) и Максим Пурин.

### Состав команды
| №                       | Имя                     | Год рождения            | Рост                    |                         |                         |
| Центральные блокирующие | Центральные блокирующие | Центральные блокирующие | Центральные блокирующие | Центральные блокирующие | Центральные блокирующие |
| ----------------------- | ----------------------- | ----------------------- | ----------------------- | ----------------------- | ----------------------- |
| 6                       | Денис Гетман            | 1994                    | 204                     |                         |                         |
| 9                       | Алексей Ганенко         | 2000                    | 204                     |                         |                         |
| 20                      | Сергей Рохин            | 1991                    | 204                     |                         |                         |
| Связующие               |                         |                         |                         |                         |                         |
| 2                       | Михаил Вышников         | 2001                    | 206                     |                         |                         |
| 8                       | Илья Онищенко           | 2000                    | 194                     |                         |                         |
| 24                      | Антон Аношко            | 2001                    | 203                     |                         |                         |
| Диагональные            |                         |                         |                         |                         |                         |
| 3                       | Сергей Пирайнен         | 1996                    | 203                     |                         |                         |
| 4                       | Николай Зубов           | 2003                    | 198                     |                         |                         |

| №                                                              | Имя               | Год рождения | Рост        |             |             |
| Доигровщики                                                    | Доигровщики       | Доигровщики  | Доигровщики | Доигровщики | Доигровщики |
| -------------------------------------------------------------- | ----------------- | ------------ | ----------- | ----------- | ----------- |
| 5                                                              | Леонид Щадилов    | 1991         | 202         |             |             |
| 13                                                             | Иван Пискарёв     | 1997         | 197         |             |             |
| 16                                                             | Пётр Орлов        | 2003         | 201         |             |             |
| 18                                                             | Андрей Котов      | 2001         | 197         |             |             |
| Либеро                                                         |                   |              |             |             |             |
| 17                                                             | Тимур Исхаков     | 1996         | 180         |             |             |
| 19                                                             | Григорий Драгунов | 1992         | 187         |             |             |
| Главный тренер — Юрий Нечушкин Старший тренер — Максим Терёшин |                   |              |             |             |             |

## Арена
- Игровая арена — универсальный спортивный зал «Дружба» (Лужнецкая набережная, д. 24, стр. 5).
- Тренировочная арена — спортивный комплекс МГТУ им. Н. Э. Баумана (Госпитальная набережная, д. 4/2).